# Staten Island Historical Society

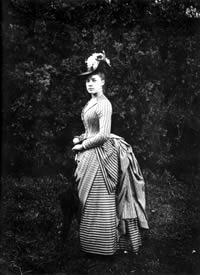
Elizabeth Alice Austen en Juin 1888

Le but de la Société historique de Staten Island est de créer des occasions pour le public de découvrir la diversité de l'expérience américaine, en particulier celle de l'île et arrondissement de Staten Island et de ses communautés avoisinantes, de la période coloniale à nos jours. Pour ce faire, la Société s'engage dans les activités suivantes : exploitation et interprétation historique de Richmond Town, plus grand et plus complet village historique de la ville de New York, collecte et préservation des matériaux de la vie quotidienne, dont les artefacts, les archives et les bâtiments qui racontent l'histoire, la conduite et la promotion de la recherche basée sur les collections du musée ainsi que le partage des collections et des connaissances avec le public à travers des activités d'interprétation créatives et stimulantes.
La  « Société historique de Staten Island » est fondée en 1856. Vers le milieu du XXe siècle, ses membres s'engagent dans un projet ambitieux de recueillir, de conserver et d'interpréter la culture matérielle de la région. Avec plus de 30 structures historiques originales sur quatre sites différents couvrant plus de 100 hectares de parc, la ville historique de Richmond est un remarquable et complexe village vivant de l'histoire qui évoque 350 ans d'histoire et de culture de la ville de New York. Plus de 70 000 personnes visitent le site chaque année pour profiter des visites guidées, des programmes d'éducation, des expositions de musée et des événements spéciaux. La « Société historique de Staten Island » joue également un rôle actif dans la promotion et l'aide à la recherche au-delà des frontières de New York et soutient de nombreuses publications, des expositions, des documentaires et autres projets en sciences humaines à l'intérieur et à l'extérieur des États-Unis.
Les objets importants des collections de la « Société historique de Staten Island » peuvent être consultés sur sa base de données en ligne.

## Source de la traduction
- (en) Cet article est partiellement ou en totalité issu de l’article de Wikipédia en anglais intitulé « Staten Island Historical Society » (voir la liste des auteurs).